# Wang Qishan
Wang Qishan (wym. [wǎŋ tɕʰǐ.ʂán]; chiń. 王岐山; pinyin Wáng Qíshān; ur. 1 lipca 1948 w Qingdao) – chiński polityk i działacz państwowy, wiceprzewodniczący Chińskiej Republiki Ludowej od 17 marca 2018 do 10 marca 2023. 

## Życiorys
Urodził się w Tianzhen w prow. Shanxi. Ukończył studia historyczne na Uniwersytecie Północno-Zachodnim w Xi’anie, po czym pracował w latach 70. w Muzeum Prowincji Shaanxi; w latach 1979-1982 był pracownikiem Instytutu Historii Współczesnej Chińskiej Akademii Nauk Społecznych.
W 1983 roku wstąpił do Komunistycznej Partii Chin i rozpoczął pracę w sektorze bankowym. W latach 1997–2000 zasiadał w Komitecie Prowincjonalnym KPCh w Guangdongu, następnie w l. 2002–2003 był sekretarzem KPCh w prowincji Hajnan. W okresie od 2003 do 2004 roku był wiceburmistrzem Pekinu, następnie od 2004 do 2007 burmistrzem. Jako włodarz miasta w tym okresie stał na czele komitetu organizacyjnego igrzysk olimpijskich.
W 2007 roku został członkiem Komitetu Centralnego KPCh. W latach 2008–2013 wchodził w skład Rady Państwa jako wicepremier. W listopadzie 2012 roku wybrany na jednego z siedmiu członków Stałego Komitetu Biura Politycznego KPCh.
17 marca 2018 roku został wybrany na urząd wiceprzewodniczącego Chińskiej Republiki Ludowej.